# Ezio Radaelli
Ezio Radaelli (Milano, 23 aprile 1924 – Roma, 15 ottobre 2005) è stato un personaggio televisivo e imprenditore italiano.
Il suo nome è legato a manifestazioni musicali e di intrattenimento.

## Biografia
Nell'immediato dopoguerra, a 21 anni fu vicesegretario della Camera del Lavoro di Milano e si occupò del reinserimento dei reduci dal fronte e dai campi di prigionia nel mondo del lavoro. Negli anni cinquanta fu organizzatore del concorso Miss Italia e portò al cinema personaggi del calibro di Lucia Bosè, Gina Lollobrigida ed Elsa Martinelli. Fu anche capo ufficio stampa della casa di produzione cinematografica Ponti-De Laurentiis. Dal 1959 cominciò ad occuparsi del Festival di Sanremo, che seguì, con diverse interruzioni, fino al 1976, talvolta in collaborazione con Gianni Ravera.
Nel 1962 ideò il Cantagiro, di cui fu patron e organizzatore fino al 1972. Sull'idea del Cantagiro, nel 1966 creò anche il Cantaeuropa, uno show itinerante che si prefiggeva lo scopo di portare la musica italiana in varie città d'Europa, anche dell'Est. Al contrario del Cantagiro, il Cantaeuropa ebbe tuttavia vita breve e si interruppe dopo due sole edizioni.
Nel 1978 Radaelli fu accusato di compravendita di opere d'arte false e fu costretto a difendersi in tribunale, ma fu definitivamente assolto nel 1986. Successivamente venne interrogato come testimone nel processo relativo alla vicenda Pecorelli, perché coinvolto nella cessione di assegni giratigli da Giulio Andreotti: 170 milioni di lire provenienti da fondi neri di Nino Rovelli, che dovevano servire per organizzare serate musicali nel corso di una campagna elettorale.
Nella seconda metà degli anni ottanta tornò in televisione come organizzatore di alcuni spettacoli che vedevano Loretta Goggi come protagonista (Ieri, Goggi e Domani, Canzonissime) e nel 1990 volle tentare di rimettere in moto - ma con minor successo - la macchina del Cantagiro. Colpito nel 1995 da un ictus, trascorse gli ultimi anni di vita nel Residence per Anziani Golden Heart di Roma, dove morì nel 2005 solo e dimenticato, nonostante due anni prima per lui fossero stati richiesti - senza risultato - i benefici della Legge Bacchelli.